# Ali Al Saadi
Ali Al Saadi (Beirut, 20 aprile 1986) è un calciatore libanese, di ruolo difensore.

## Carriera

### Club
Ha sempre giocato nel campionato libanese.

### Nazionale
Ha debuttato in Nazionale nel 2007.